# 321 Florentina
Florentina (asteroide 321) é um asteroide da cintura principal com um diâmetro de 27,23 quilómetros, a 2,761888 UA. Possui uma excentricidade de 0,0430939 e um período orbital de 1 791 dias (4,91 anos).
Florentina tem uma velocidade orbital média de 17,53171365 km/s e uma inclinação de 2,59384º.
Este asteroide foi descoberto em 15 de Outubro de 1891 por Johann Palisa.